# 高台院が登場する大衆文化作品一覧
高台院が登場する大衆文化作品の一覧（こうだいいんがとうじょうするたいしゅうぶんかさくひんのいちらん）。メインキャラクターとするものはこちらを参照。

## 映画
- お吟さま（1962年、松竹） - 演：三宅邦子
- 新・忍びの者（1963年、大映） - 演：細川ちか子
- 尻啖え孫市（1969年、大映） - 演：梓英子
- 利休（1989年、松竹） - 演：岸田今日子
- 梟の城 owl's castle（1999年、東宝） - 演：岩下志麻
- 茶々 天涯の貴妃（2007年、東映） - 演：余貴美子
- ギャルバサラ-戦国時代は圏外です-（2011年、角川映画） - 演：篠田麻里子
- 利休にたずねよ（2013年、東映） - 演：檀れい
- 清須会議（2013年、東宝） - 演：中谷美紀
- 関ヶ原（2017年、東宝） - 演：キムラ緑子

## テレビドラマ

### 日本のテレビドラマ
NHK大河ドラマ
- 春の坂道（1971年） - 演：奈良岡朋子
- 国盗り物語（1973年） - 演：太地喜和子
- 黄金の日日（1978年） - 演：十朱幸代
- 徳川家康（1983年） - 演：吉行和子
- 独眼竜政宗（1987年） - 演：八千草薫
- 春日局（1989年） - 演：香川京子）
- 信長 KING OF ZIPANGU（1992年） - 演：中山美穂
- 琉球の風（1993年） - 演：柾木良子
- 葵 徳川三代（2000年） - 演：草笛光子
- 利家とまつ〜加賀百万石物語〜（2002年） - 演：酒井法子
- 武蔵 MUSASHI（2003年） - 演：小林由利
- 功名が辻（2006年） - 演：浅野ゆう子
- 天地人（2009年） - 演：富司純子
- 江〜姫たちの戦国〜（2011年） - 演：大竹しのぶ
- 軍師官兵衛（2014年） - 演：黒木瞳
- 真田丸（2016年） - 演：鈴木京香
- どうする家康（2023年） - 演：和久井映見
- 豊臣兄弟!（2026年） - 演：浜辺美波

その他のテレビドラマ
- 徳川家康（1964年、NET） - 演：市川和子（役名は八重）
- 功名が辻（1966年、テレビ朝日） - 演：山田五十鈴
- 真田幸村（1966年、TBS） - 演：東山千栄子
- お吟さま（1968年、テレビ朝日） - 演：加藤治子
- 戦国艶物語（1969年、TBS） - 演：奈良岡朋子
- 大坂城の女（1970年、関西テレビ） - 演：三益愛子
- 亭主の好きな柿8年（1970年、テレビ朝日） - 演：林美智子
- 女人武蔵（1971年、関西テレビ） - 演：小柳久子
- 関ヶ原（1981年、TBS） - 演：杉村春子
- 女たちの大坂城（1983年、読売テレビ） - 演：浜木綿子
- 真田太平記（1985年、NHK） - 演：津島恵子
- 女は遊べ物語（1987年、名古屋テレビ） - 演：藤田弓子
- 女たちの百万石（1988年、日本テレビ） - 演：京マチ子
- 徳川家康（1988年、TBS） - 演：岩下志麻
- 織田信長（1989年、TBS） - 演：かたせ梨乃
- 千利休 〜春を待つ雪間草のごとく〜（1990年、毎日放送） - 演：朝丘雪路
- 織田信長（1994年、テレビ東京） - 演：吉川十和子
- 影武者織田信長（1996年、テレビ朝日） - 演：沢田亜矢子
- 司馬遼太郎の功名が辻（1997年、テレビ朝日） - 演：多岐川裕美
- 影武者徳川家康（1998年、テレビ朝日） - 演：大塚道子
- 家康が最も恐れた男 真田幸村（1998年、テレビ東京） - 演：二宮さよ子
- 加賀百万石〜母と子の戦国サバイバル（1999年、NHK） - 演：藤村志保[注釈 1]
- 戦国自衛隊・関ヶ原の戦い（2006年、日本テレビ） - 演：古手川祐子
- 明智光秀〜神に愛されなかった男〜（2007年、フジテレビ） - 演：小西真奈美
- 戦国疾風伝 二人の軍師 秀吉に天下を獲らせた男たち（2011年、テレビ東京） - 演：余貴美子
- 濃姫II〜戦国の女たち（2013年、テレビ朝日） - 演：臼田あさ美
- 光秀のスマホ 歳末の陣（2020年、NHK） - 演：田中みな実[1]

### 海外のテレビドラマ
- 懲毖録 (韓国のテレビドラマ)（朝鮮語版）（2015年、KBS 韓国） - 演：オ・ジヨン

## テレビアニメ
- まんが日本史（1983年、日本テレビ） - 声：麻生美代子

## テレビ番組

### 日本
- 歴史秘話ヒストリア（2013年1月30日、NHK） - 演：河合智恵子[2]

### 海外
- エイジ・オブ・サムライ: 天下統一への戦い（2021年、Netflix） - 演：エリナ・ミヤケ・ジャクソン

## 舞台
宝塚歌劇団
- 花吹雪恋吹雪（2000年、星組） - 演：しのぶ紫
- 一夢庵風流記 前田慶次（2014年、雪組） - 演：千風カレン